# Kőröstetétlen
Kőröstetétlen là một thị trấn thuộc hạt Pest, Hungary. Thị trấn này có diện tích 32,65 km², dân số năm 2010 là 842 người, mật độ 26 người/km².